# Listă de scriitori de limbă germană/H
| Vezi: Ha- Hag Hah- Ham Han- Hap Har- Has Hat- Haz He- Hek Hel- Heq Her Hes- Hez Hi- Hl Ho- Hof Hoh- Hom Hon- Hr Hu- Hum Hun- Hy |

## Ha - Hag
- Julius R. Haarhaus (1867–1947)
- Rudolf Haas (1877–1947)
- Willy Haas (1891–1973)
- Wolf Haas (n. 1960)
- Doris Haas-Schlegel (1936)
- Hans Habe, de fapt János Békessy (1911–1977)
- Fritz Habeck, pseudonim Glenn Gordon (1916–1997)
- Robert Habeck (n. 1969)
- Siegmund Haber (1835–1895)
- Jürgen Habermas (n. 1929)
- Rudolf Habetin (1902–1986)
- Ludwig Habicht (1832–1908)
- Viktor Curt Habicht (1883-1945)
- Rudolf Habringer (n. 1960)
- Katharina Hacker (n. 1967)
- Erich Hackl (n. 1954)
- Friedrich Wilhelm Hackländer (1816–1877)
- Peter Hacks (1928–2003)
- Wolfgang Hädecke (n. 1929)
- Maja Haderlap (n. 1961)
- Emil Hadina (1885–1957)
- Viktor Hadwiger (1878–1911)
- Hans von Haebler (1870–1945)
- Hans-Joachim Haecker (1879–1945)
- Gisbert Haefs (n. 1950)
- Konrad Haemmerling (1888–1957)
- Carl Haensel (1889–1968)
- Dorothée Haeseling (n. 1944)
- Karl Haffner, de fapt Karl Schlechter (1804–1876)
- Peter Haffner (n. 1953)
- Eberhard Häfner (n. 1941)
- Fabjan Hafner (n. 1966)
- Philipp Hafner (1735–1764)
- Friedrich von Hagedorn (1708–1754)
- Rudolf Hagelstange (1912–1984)
- August Hagen (1797–1880)
- Ernst Hagen (1906–1984)
- Jens Hagen (n. 1944)
- Kaspar Hagen (1820–1885)
- Arnold Hagenauer (1871–1918)

## Hah - Ham
- Anna Katharina Hahn (n. 1970)
- Friedrich Hahn (1952)
- Johann Friedrich Hahn (1753–1779)
- Ludwig Philipp Hahn (1746–1813)
- Margit Hahn (n. 1960)
- Nikola Hahn (n. 1963)
- Ronald M. Hahn, pseudonime Daniel Herbst, Armand Dupont (n. 1948)
- Ulla Hahn (n. 1946)
- Ida Hahn-Hahn (1805–1880)
- Hans Heinz Hahnl (1923–2006)
- Heinz G. Hahs (n. 1934)
- Christine Haidegger (n. 1942)
- Alois Haider (n. 1948)
- Egon Hajek (1888–1963)
- Hermann Hakel (1911–1987)
- Gustav Hermann Halbach (1882–1958)
- Max Halbe (1865–1944)
- Wilhelmine Halberstadt (1776–1841)
- Friedrich von Halem (1933–2003)
- Gerhard Anton von Halem (1752–1819)
- Ernst Hall, de fapt Ernst Hassler (1922)
- Adolf Haller (1897–1970)
- Albrecht von Haller (1708–1777)
- Christian Haller (1943)
- Roman Haller (n. 1944)
- Johann Christian Hallmann (1640–1704)
- Friedrich Halm, de fapt Eligius von Münch-Bellinghausen (1806–1871)
- Gustav Halm (1889–1948)
- Ernst Halter (n. 1938)
- Roswitha Hamadani (n. 1944)
- Christof Hamann (n. 1966)
- Johann Georg Hamann (1730–1788)
- Ludwig Hamann (1867–1929)
- René Hamann (n. 1971)
- Robert Hamerling, de fapt Rupert Johann Hammerling (1830–1889)
- Claus Hammel (1932–1990)
- Elfriede Hammerl (n. 1945)
- Julius Hammer (1810–1862)
- Marcus Hammerschmitt (n. 1967)
- Lukas Hammerstein (n. 1958)
- Manfred Hammes (n. 1950)
- Petra Hammesfahr (n. 1951)
- Anton Hamik (1887–1943)
- Joseph von Hammer-Purgstall (1774–1856)
- Bruno Hampel (1920–1996)
- Hans von Hammerstein-Equord  (1881–1947)

## Han - Hap
- Gottfried Benjamin Hancke (1695?–1750?)
- Enrica von Handel-Mazzetti (1871–1955)
- Peter Handke (n. 1942)
- Ernst-Wilhelm Händler (n. 1953)
- Iris Hanika (n. 1962)
- Gertrud Hanke, pseudonim Gertrud Hanke-Maiwald (1918–1993)
- Friedrich Peter Hankowiak (1890–1954)
- Margarete Hannsmann (1921–2007)
- Reto Hänny (n. 1947)
- Norbert Hanrieder (1842–1913)
- Klaus Hansen (n. 1948)
- Heinrich Hansjakob (1887–1916)
- Adalbert von Hanstein (1861–1904)
- Ferdinand Hanusch (1866–1923)
- Eberhard Werner Happel (1647–1690)
- Lioba Happel (n. 1957)

## Har - Has
- Ulrich Harbecke (n. 1943)
- Thea von Harbou (1888–1954)
- Christoph Hardebusch (n. 1974)
- Ferdinand Hardekopf (1876–1954)
- Gerhard Hardel (1912–1984)
- Lilo Hardel (1914–1999)
- Agnes Harder (1864–1939)
- Irma Harder (n. 1915)
- Tex Harding
- Ernst Hardt, de fapt Ernst Stöckhardt (1876–1947)
- Walther Harich (1888–1931)
- Ludwig Harig (n. 1927)
- Roswitha Haring (n. 1960)
- Jakob Haringer (1893–1948)
- Gerhard Harkenthal (1914–1985)
- Ingeborg Harms (n. 1956)
- Klaus Harpprecht (n. 1927)
- Harro Harring (1798–1870)
- Georg Philipp Harsdörffer (1607–1658)
- Heinrich Hart (1855–1906)
- Julius Hart (1859–1930)
- Elfi Hartenstein (n. 1946)
- Ingram Hartinger (n. 1949)
- Felix Hartlaub (1913–1945)
- Geno Hartlaub (1915–2007)
- Otto Erich Hartleben (1864–1905)
- Wladimir von Hartlieb, de fapt Wladimir Hartlieb Freiherr von Wallthor (1887–1951)
- Peter Härtling (n. 1933)
- Gottlob David Hartmann (1752–1775)
- Heiko Michael Hartmann (n. 1957)
- Moritz Hartmann (1821–1872)
- Wolf Justin Hartmann (1894–1969)
- Hartmann von Aue (ca. 1170–ca. 1220)
- Harald Hartung (n. 1932)
- Hugo Hartung (1902–1972)
- Theo Harych (1903–1958)
- Walter Hasenclever (1890–1940)
- Wilhelm Hasenclever (1837–1889)
- Gottfried Hasenkamp (1902-1990)
- Eveline Hasler (n. 1933)
- Josef Haslinger (n. 1955)
- Oliver Hassencamp (1921–1988)

## Hat - Haz
- Adolf von Hatzfeld (1892–1957)
- Frank W. Haubold (n. 1955)
- Leo Haubrich (1896-1983)
- Gert Haucke (1929–2008)
- Wilhelm Hauff (1802–1827)
- Rolf Haufs (n. 1935)
- Gunter Haug (n. 1955)
- Johann Christoph Friedrich Haug (1761–1829)
- August Adolph von Haugwitz (1647–1706)
- Otto von Haugwitz (1767–1842)
- Paul von Haugwitz (1791–1856)
- Michael Haupt (1891–19**)
- Carl Hauptmann (1858–1921)
- Franz Hauptmann (1895–1970)
- Gaby Hauptmann (n. 1957)
- Gerhart Hauptmann (1862–1946)
- Helmut Hauptmann (n. 1928)
- Josef Hauptmann (1882–1929)
- Richard Hauptmann (1908–1970)
- Jan-Christoph Hauschild (n. 1955)
- Auguste Hauschner (1850–1924)
- Arnold Hauser (1929–1988)
- Harald Hauser (1912–1994)
- Heinrich Hauser (1901–1955)
- Jochen Hauser (n. 1941)
- Otto Hauser (1876–1944)
- Otto Häuser (1924–2007)
- Albrecht Haushofer (1903–1945)
- Emma Haushofer (1854–1925)
- Marlen Haushofer (1920–1970)
- Max Haushofer (1840–1907)
- Maria Hauska (1903–1977)
- Manfred Hausmann (1898–1986)
- Raoul Hausmann (1886–1971)
- Emil Hausotter (1854–1944)
- Adolf Hausrath, pseudonim George Taylor (1837–1909)
- Alexander Häusser (n. 1960)
- Beatrix Haustein (1974-2002)
- Julius Havemann (1866–1932)
- Rudolf Hawel (1860–1923)
- Julius Hay (1900–1975)
- Maria Haydl (1910-1969)
- Alfons Hayduk (1900–1972)
- Martin Hayneccius, de fapt Martin Heinigke/Henningk (1544–1611)

## He - Hek
- Friedrich Hebbel (1813–1863)
- Johann Peter Hebel (1760–1826)
- Jutta Hecker (1904–2002)
- Herbert Heckmann (1930–1999)
- Hermann Heeger (1888–1958)
- Viktor Heeger (1858–1935)
- Friedrich Heer (1916–1983)
- Jakob Christoph Heer (1859–1925)
- Johann Heermann (1585–1647)
- Ulrich Hefner (n. 1961)
- Martina Hefter (n. 1965)
- Wilhelm Hegeler (1870–1943)
- Wolfgang Hegewald (n. 1952)
- Ulrich Hegner (1757–1840)
- Hermann Heiberg (1840–1910)
- Walter Heichen (1876–1970)
- Paul Heidelbach (1870–1954)
- David Elias Heidenreich (1638–1688)
- Elke Heidenreich (n. 1943)
- Gert Heidenreich (n. 1944)
- Birgit Heiderich (n. 1947)
- Konrad Heidkamp (1947–2009)
- Werner Heiduczek (n. 1926)
- Karl August von Heigel (1835–1905)
- Paul Heigl (1887–1945)
- Mario Heil de Brentani (1908–1982)
- Rudolf Heilgers (1868–1932)
- Johann Heinrich Heikamp (n. 1964)
- Carlamaria Heim (1932–1984)
- Uta-Maria Heim (n. 1963)
- Ernst Heimes (n. 1956)
- Alexander Heimann (1937–2003)
- Moritz Heimann (1868–1925)
- Wilhelmine Heimburg, de fapt Bertha Behrens (1850–1912)
- Ernst Heimeran (1902–1955)
- Alfred Hein (1894–1945)
- Christa Hein (n. 1955)
- Christoph Hein (n. 1944)
- Manfred Peter Hein (n. 1931)
- Ernst Wilhelm Heine (n. 1940)
- Heinrich Heine (1797–1856)
- Helme Heine (n. 1941)
- Albrecht von Heinemann
- Josef Maria Heinen (1899–1975)
- Sylvia Heinlein (n. 1962)
- Finn-Ole Heinrich (n. 1982)
- Jutta Heinrich (n. 1940)
- Otto Heinrich von Gemmingen-Hornberg (1755–1836)
- Peter Heinrich (n. 1941)
- Susanne Heinrich (n. 1985)
- Willi Heinrich (1920–2005)
- Heinrich der Glîchezære (sec. al XII-lea)
- Heinrich der Teichner (ca. 1310–ca. 1377)
- Heinrich von Laufenberg (ca. 1390–1460)
- Heinrich von Morungen (ca. 1200–1222)
- Heinrich von Mügeln (ca. 1325–după 1393)
- Heinrich von Nördlingen (ca. 1310–după 1351)
- Heinrich von Veldeke (~1150–1190/1200)
- Heinrich Julius von Braunschweig (1564–1613)
- Hans-Jürgen Heinrichs (n. 1945 )
- Johann Jakob Wilhelm Heinse (1746–1803)
- Franz Heinz (n. 1929)
- Eckart Heinze (1922-1979)
- Georg Heinzen (n. 1953)
- Hans-Jürgen Heise (n. 1930)
- Heinz D. Heisl (n. 1952)
- Bernt von Heiseler (1907–1969)
- Henry von Heiseler (1875–1928)
- Alma Heismann (1885–1943)
- Helmut Heißenbüttel (1921–1996)
- Hans Heitmann (1904–1970)
- Enno Wilhelm Hektor (1820–1874)

## Hel - Heq
- Holger Helbig (n. 1965)
- Annegret Held (n. 1962)
- Franz Held, de fapt Herzfeld (1862–1908)
- Hans Ludwig Held (1885–1954)
- Kurt Held, de fapt Kurt Kläber (1897–1959)
- Wolfgang Held, născut în Weimar (1930)
- Wolfgang Held, născut în Freiburg (1933)
- Joachim Helfer (n. 1964)
- Monika Helfer (n. 1947)
- Fritz Helke (1905–1967)
- Bodo Hell (n. 1943)
- Theodor Hell, de fapt Karl Gottlieb Theodor Winkler (1775–1856)
- Eduard von der Hellen (1863–1927)
- André Heller (n. 1947)
- Eva Heller (1948–2008)
- Wilhelm Robert Heller (1814–1871)
- Otto Hellinghaus (1853–1935)
- Diana Beate Hellmann (n. 1957)
- Clementine Helm (1825–1896)
- Manfred Helmecke (n. 1942)
- Monika Helmecke (n. 1943)
- Michael Helming (n. 1972)
- Guy Helminger (n. 1963)
- Paul Helwig (1893–1963)
- Werner Helwig (1905–1985)
- Peter Hemmer (n. 1936)
- Karin Hempel-Soos (n. 1939)
- Karl Henckell (1864–1929)
- Johannes Hendrich (1919–1980)
- Rainer Hengsbach-Parcham (1950)
- Peter Henisch (n. 1943)
- Sandra Henke (n. 1973)
- Heinrich Henkel (1937)
- Karl Henkelmann (1858–1928)
- Alexa Hennig von Lange (n. 1974)
- Peter Henning (n. 1959)
- Ernst Henrici (1854–1915)
- Paul Henricks, de fapt Edward Hoop (n. 1925)
- Paul Hentzner (1558–1623)
- Gregor Hens (n. 1965)
- Eckhard Henscheid (n. 1941)
- Gerhard Henschel (n. 1962)
- Horst Hensel (n. 1947)
- Kerstin Hensel (n. 1961)
- Klaus Hensel (n. 1954)
- Luise Hensel (1798–1876)
- Karl Friedrich Hensler, de fapt Henseler (1759–1825)
- Rudolf Henz (1897–1987)
- Wilhelm Henze (1908–1996)
- Meinolf Heppekausen (n. 1944)
- Hans von Hepperger (1877–1914)

## Her
- Heinz Herald (1890–1964)
- Ernst Herbeck (1920–1991)
- Jörg A. Herber (n. 1963)
- Valerius Herberger (1562–1627)
- Matthias Herbert (n. 1964)
- Herbort von Fritzlar (ca. 1180–ca. 1217)
- Alban Nikolai Herbst (n. 1955)
- Carola Herbst (n. 1960)
- Paula Herbst (1818–1883)
- Werner Herbst (n. 1943)
- Günter Herburger (n. 1932)
- Wilhelm Herchenbach (1818–1889)
- Ralf Bernd Herden(n. 1960)
- Hans Ludwig Herder (n. 1956)
- Johann Gottfried Herder (1744–1803)
- Natalie von Herder (1802–1871)
- Hans Hergot (?–1527)
- Alois Hergouth (1925–2002)
- Ernst Herhaus (n. 1932)
- Elisabeth Hering (1909–1999)
- Georg K. H. Herloßsohn, de fapt Karl Borromäus Herloß (1804–1849)
- Heinrich Herm (1882–1948)
- Eva Herman (n. 1958)
- Georg Hermann, de fapt Georg Hermann Borchardt (1871–1943)
- Judith Hermann (n. 1970)
- Matthias Hermann (n. 1958)
- Wolfgang Hermann (1961)
- Hermann von Sachsenheim (ca. 1366–1458)
- Hen Hermanns (n. 1953)
- Elke Hermannsdörfer (n. 1947)
- Georg Hermanowski (1918-1996)
- Johann Timotheus Hermes (1738–1821)
- Stephan Hermlin (1915–1997)
- Uwe Herms (n. 1937)
- Franz Herre (n. 1926)
- Hans Herrig (1845–1892)
- Horst Herrmann (n. 1940)
- Klaus Herrmann (1903–1972)
- Max Herrmann-Neiße (1886–1941)
- Henrik Herse (1895–1953)
- Wilhelm Hertz (1835–1902)
- Georg Herwegh (1817–1875)
- Franz Herwig (1880–1931)
- Günther Herzfeld-Wüsthoff (1893–1969)
- Wieland Herzfelde (1896–1988)
- Theodor Herzl (1860–1904)
- Fritz von Herzmanovsky-Orlando (1877–1954)
- Peter Herzog (1876–1957)
- Rudolf Herzog (1869–1943)
- Wilhelm Herzog (1884–1960)

## Hes - Hez
- Georg Ludwig Hesekiel (1819–1874)
- Ludovica Hesekiel (1847–1889)
- Henning Heske (n. 1960)
- Hermann Hesse (1877–1962)
- Max René Hesse (1885–1952)
- Franz Hessel (1880–1941)
- Karl Hessel (1844–1920)
- Friedrich Maximilian Hessemer (1800–1860)
- Jakob Hessing (n. 1944)
- Helius Eobanus Hessus, de fapt Eoban Koch (1488–1540)
- Thomas Hettche (n. 1964)
- Rudolf Heubner (1867–1967)
- Sigrid Heuck (n. 1932)
- Stefan Heuer (n. 1971)
- Walter Heuer (1891–?)
- Otto Heuschele (1900–1996)
- Kurt Heuser (1903–1975)
- Meta Heusser-Schweizer (1797–1876)
- Richard Hey (1926–2004)
- Wilhelm Hey (1789–1854)
- Eduard Heyck (1862–1941)
- Hans Heyck (1891–1972)
- Werner P. Heyd (1920–1996)
- Friedrich von Heyden (1789–1851)
- Elisabeth von Heyking (1861–1925)
- Georg Heym (1887–1912)
- Oscar Heym (n. 1967)
- Stefan Heym, de fapt Hellmuth Flieg (1913–2001)
- Robert Heymann (1879–1946)
- Robert Heymann junior (1901−1963)
- Alfred Walter von Heymel (1878–1914)
- Isolde Heyne (n. 1931)
- Kurt Heynicke (1891–1985)
- Johann Gottlob Heynig (1772–1837)
- Paul Heyse (1830–1914)

## Hi - Hl
- Franz Hiesel (1921–1996)
- Joseph Hieß (1904–1973)
- Wolfgang Hilbig (1941–2007)
- August Hild (1894–1982)
- Karl Hildebrandt (1796–?)
- Wolfgang Hildesheimer (1916–1991)
- Gustav Hillard, de fapt Gustav Steinbömer (1881–1972)
- Karl Gustav von Hille (1590?–1647)
- Peter Hille (1854–1904)
- Eduard Hiller (1818–1902)
- Kurt Hiller (1885–1972)
- Philipp Friedrich Hiller (1699–1769)
- Wilhelmine von Hillern (1836–1916)
- Hans Wolfgang Hillers (1901–1952)
- Ilona Maria Hilliges (n. 1953)
- Eberhard Hilscher (1927–2005)
- Edgar Hilsenrath (n. 1926)
- Hermann Hiltbrunner (1893–1961)
- Bernhard von Hindenburg (1859 - 1932)
- Herbert Hindringer (n. 1974)
- August Hinrichs (1879–1956)
- Georg Hinrichs (1847–1920)
- Harm Hinrichs (1861–1914)
- Ludwig Hinrichsen (1872–1957)
- Ulrich Hinse (n. 1947)
- Ernst Hinterberger (n. 1931)
- Siegfried Hinterkausen (n. 1938)
- Christian Ide Hintze (n. 1953)
- Hans-Heinz Hinzelmann (1889–1970)
- Theodor Gottlieb von Hippel der Ältere (1741–1796)
- Peter Hirche (1923-2003)
- Helmut Hirsch (1907–2009)
- Karl Jakob Hirsch (1892–1952)
- Rudolf Hirsch (1816–1872)
- Rudolf Hirsch (1907–1998)
- Georg Hirschfeld (1873–1942)
- Magnus Hirschfeld (1868–1935)
- Jakob Hirschmann (1803–1865)
- Mauritius Hirschmann (1876–1967)
- Karl Emerich Hirt (1866–1963)
- C. Hirundo, de fapt Constanze von Bomhard (1846–?)
- Ernst Hladny (1880–1916)
- Franz Hlawna (1887–1965)

## Ho - Hog
- Christian Hoburg (1607–1675)
- Ludwig Hoch (1895–1944)
- Paulus Hochgatterer (n. 1961)
- Rolf Hochhuth (n. 1931)
- Sophie Hoechstetter (1873–1943)
- Karl Hoche (n. 1936)
- Fritz Hochwälder (1911–1986)
- Katharina Höcker (n. 1960)
- Oskar Höcker (1840–1894)
- Jakob van Hoddis, de fapt Hans Davidsohn (1887–1942)
- Franz Hodjak (n. 1944)
- Theobald Hoeck (1573–după 1619)
- Herbert von Hoerner (1884–1950)
- Fred von Hoerschelmann (1901–1976)
- Friedl Hofbauer (n. 1924)
- Günter Hofé (1914–1988)
- Edmund Hoefer (1819–1882)
- Cuno Hofer (1886-1931)
- Kay Hoff, de fapt Adolf Max Hoff (1924)
- Hans von Hoffensthal (1877–1914)
- Klaus Hoffer (n. 1942)
- Camill Hoffmann (1878–1944)
- Elvira Hoffmann (n. 1941)
- Ernst Theodor Amadeus Hoffmann (1776–1822)
- Franz Friedrich Alexander Hoffmann (1814–1882)
- Friedrich Hoffmann (1922)
- Giselher W. Hoffmann (n. 1958)
- Hans Hoffmann (1848–1909)
- Hans Peter Hoffmann (n. 1957)
- Heinrich Hoffmann (1809–1894)
- Markolf Hoffmann (n. 1975)
- Norbert Hoffmann, (preot) (1942)
- Sandra Hoffmann (1967)
- August Heinrich Hoffmann von Fallersleben (1798–1874)
- Johannes Höffner (1868–1929)
- Klara Höffner, pseudonim Klara Hofer (1875–1955)
- Hildegard Hofinger (1906–1986)
- Albert Hofmann (1906–2008)
- Gert Hofmann (1931–1993)
- Marianne Hofmann (1938)
- Martha Hofmann (1895–1975)
- Hugo von Hofmannsthal (1874–1929)
- Christian Hofmann von Hofmannswaldau (1616–1679)
- Josef Hofmiller (1872–1933)
- Lina Hofstädter (n. 1954)
- Raimund Hoghe (n. 1949)
- Holger Högner (n. 1963)

## Hoh - Hom
- Wolf Helmhardt von Hohberg (1612–1688)
- Elise von Hohenhausen (1789–1857)
- Lily Hohenstein (1896–?)
- Ludwig Hohl (1904–1980)
- Robert Hohlbaum (1886–1955)
- Wolfgang Hohlbein (n. 1953)
- Franz Hohler (n. 1943)
- Clara Hohrath (1873–?)
- Ulrich Holbein (n. 1953)
- Friedrich Hölderlin (1770–1843)
- Alma Holgersen (1896–1976)
- Arthur Holitscher (1869–1941)
- Felix Hollaender (1867–1931)
- Jürgen von Hollander (1923–1985)
- Walther von Hollander (1892–1973)
- Renate Holland-Moritz (n. 1935)
- Walter Höllerer (1922–2003)
- Heinrich Hollpein (1814–1888)
- Gretelise Holm (n. 1946)
- Korfiz Holm (1872–1942)
- Birgit H. Hölscher (n. 1958)
- Adolf Holst (1867–1945)
- Christine Holstein, de fapt Margarete Jähne (1883–1939)
- Karl von Holtei (1798–1880)
- Hellmut Holthaus (1909–-1966)
- Hans Egon Holthusen (1913–1997)
- Ludwig Heinrich Christoph Hölty (1748–1776)
- Gerhard Holtz-Baumert (1927–1996)
- Josef Holub (n. 1926)
- Arno Holz (1863–1929)
- Michael Holzach (1947–1983)
- Wilhelm Holzamer (1870–1907)
- Fridolin Holzer (1876–1939)
- Max Hölzer (1915–1984)
- Rudolf Holzer (1875–1965)
- Stefanie Holzer (n. 1961)
- Gerd Holzheimer (n. 1950)
- Georg Holzwarth (n. 1943)
- Ludwig Homann (n. 1942)
- Bodo Homberg (n. 1926)
- Hans Hömberg (1903–1982)
- Ernst Christoph Homburg (1605–1681)

## Hon - Hr
- Arthur Honegger (n. 1924)
- Ernst Honig (1861–1930)
- Barbara Honigmann (n. 1949)
- Gerd Honsik (n. 1941)
- Heribert Hopf (n. 1936)
- Hans von Hopfen, de fapt Hans Mayer (1835–1904)
- Marc Höpfner (n. 1964)
- Felicitas Hoppe (n. 1960)
- Andreas Hoppert (n. 1963)
- Michael Horbach (1924–1986)
- Rainer Horbelt (1944-2001)
- Adam Hörber (1827–1905)
- Karl Otto Horch (1887–1965)
- Franz Horn (1781–1837)
- Hermann Horn (1874–1928)
- Uffo Horn (1817–1860)
- W. O. von Horn, de fapt Wilhelm Oertel (1798–1867)
- Matthias Horndasch (n. 1961)
- Eberhard Horst (n. 1924)
- Karl August Horst (1913–1973)
- Norbert Horst (n. 1956)
- Ulrich Horstmann (n. 1949)
- Ödön von Horvath (1901–1938)
- Dieter Höss (n. 1935)
- Nadine Hostettler (n. 1959)
- Albert Hotopp (1886–?)
- Alois Hotschnig (n. 1959)
- Ernst Christoph von Houwald (1778–1845)
- Conrad von Höveln (1630–1689)
- Anna Ovena Hoyer (1584–1655)

## Hu - Hum
- Hans Hubberten (1929–1988)
- Christine Huber (n. 1963)
- Katja Huber (n. 1971)
- Jutta Hübinger (n. 1912)
- Karl Hübl (1892–1968)
- Horst Hübner (n. 1936)
- Johann Hübner (1668–1731)
- Johannes Hübner (1921-1977)
- Tobias Hübner (1578–1636)
- Felix Huby, de fapt Eberhard Hungerbühler (1938)
- Felix Huch (1880–1952)
- Friedrich Huch (1873–1913)
- Ricarda Huch (1864–1947)
- Rudolf Huch (1862–1943)
- Peter Huchel (1903–1981)
- Heinrich Hudemann (1595?–1628)
- Markus Huebner (1886–1964)
- Else Hueck-Dehio (1897–1976)
- Johann Georg Hufnagel (1869–1951)
- Karl Günther Hufnagel (1928–2004)
- Alfred Huggenberger (1867–1960)
- Hugo von Montfort (1357–1423)
- Hugo von Trimberg (ca. 1230/40–după 1313)
- Richard Huldschiner (1872–1931)
- Johannes Hüll (1828–1907)
- Marius Hulpe (n. 1982)
- Hans von Hülsen (1890–1969)
- Richard Hülsenbeck (1892–1974)
- Harald K. Hülsmann (n. 1934)
- Dieter Hülsmanns (1940-1981)
- Tobias Hülswitt (n. 1973)
- Robert Hültner (n. 1950)
- Rudolf Jakob Humm (1895–1977)
- Eleonora Hummel (n. 1970)
- Ronald Hummel (n. 1960)
- Norbert Hummelt (n. 1962)

## Hun - Hy
- Günther von Hünefeld (1892–1929)
- Wilhelm Hünermann (1900–1975)
- Karl Hunnius (1856–1930)
- Monika Hunnius (1858–1934)
- Christian Friedrich Hunold (1681–1721)
- Hugo Huppert (1902–1982)
- Thomas Hürlimann (n. 1950)
- Hanns Dieter Hüsch (1925–2005)
- Günter Huth (n. 1949)
- Rahel Hutmacher (n. 1944)
- Katrine von Hutten (n. 1944)
- Ulrich von Hutten (1488–1523)
- Heinrich Hüttenbrenner (1799–1830)
- Bernhard Hüttenegger (n. 1948)
- Kurt Hutterli (n. 1944)
- Hannes Hüttner (n. 1932)
- Friedrich Wilhelm Hymmen (1913–1995)